# 1408 w literaturze
Wydarzenia literackie w 1408 roku.

## Nowe dzieła
- autor anonimowy – Bogurodzica
- praca zbiorowa – Encyklopedia Cesarza Yongle

## Urodzili się
- Jan Vitéz, arcybiskup ostrzyhomski, humanista (zm. 1472)
- Jan ze Słupcy, dwukrotny rektor Akademii Krakowskiej (ur. 1488)

## Zmarli
- John Gower, angielski poeta (ur. ok. 1330)